# مگابایت
مِگابایت (به انگلیسی: Megabyte) یا MB، یکای اطلاعات و ذخیره‌سازی در رایانه است. این واژه از پیشوند مگا و کلمه بایت تشکیل شده‌است.
به طور کلی دو تعریف از مِگابایت موجود است.
در تعریف نخست منظور از مِگابایت ۲۲۰ بایت یا ۱٬۰۴۸٬۵۷۶ بایت است. این تعریف عموماً در مورد میزان فضای ذخیره‌سازی داده‌ها در رایانه به کار می‌رود. در این تعریف یک مِگابایت را مبی‌بایت (به انگلیسی: en: mebibyte) نیز می‌خوانند.
در تعریف دوم از واحد سیستم استاندارد بین‌المللی واحدها مِگا استفاده می‌شود. پس بدین شکل یک مگابایت برابر یک میلیون بایت است. این تعریف مورد تایید SI و IEC است و اکثر سازندگان ادوات سخت‌افزاری ذخیره‌سازی داده از آن استفاده می‌کنند.
در تعریف سوم که بسیار نادرتر است مِگابایت را کیلو کیلوبایت (کیلوی اول معادل ۱۰۰۰) فرض کرده و برابر ۲۱۰ × ۱۰۳ یا ۱٬۰۲۴٬۰۰۰ بایت می‌گیرند.
 توضیح:: اختلاف اندازه داده در تعریف دوم و سوم یکی از مشکلات رایج در کامپیوتر می‌باشد. برای مثال یک فروشنده دیسک سخت میزان فضای دیسک خود را ۱۰۰ مگابایت (بنا بر تعریف دوم) عنوان می‌کند، در صورتی که رایانه این میزان را کمتر نشان می‌دهد (بنا بر تعریف سوم).
گاهی این واحد را با سرواژهٔ MB (که نباید با Mb سرواژه برای مگابیت اشتباه شود) و گاه به شکل خلاصه شدهٔ «مِگ» (meg) نیز می‌خوانند.
لازم به ذکر است ، کلمات مِگ و مَگ که در مخفف سازی واژه به کار می روند هم صحیح می باشند. 
(( نمونه کاربرد ))
بسته به نوع قالب‌بندی حافظه، یک مگابایت می‌تواند تقریباً فضای حافظه لازم برای ذخیره‌سازی موارد زیر باشد:
- یک عکس ۱۰۲۴ * ۱۰۲۴ پیکسل در قالب فایل bmp [تحقیق دست‌اول؟]
- یک دقیقه موسیقی با نرخ ۱۲۸ کیلوبیت بر ثانیه با قالب فایل mp3 [تحقیق دست‌اول؟]
- شش ثانیه از موسیقی فشرده‌نشده روی سی‌دی
- حجم تقریبی یک کتاب به زبان انگلیسی، فقط متن (۵۰۰ صفحه، هر صفحه ۲۰۰۰ کاراکتر)